# Ерехтејон
Ерехтејон (грч. Έρέχθειο) је антички грчки храм који се налази на северној страни Акропоља у Атини, Грчка. Храм је назван по имену митског атинског краља. Чувен је по својој структури која је у исто време елегантна и необична. Уместо стубова кров и трем држале су мермерне статуе жена - КАРИЈАТИДЕ. Вероватно се у овом храму налазила древна скулптура Атене.